# Live at Wembley '78
Live at Wembley '78 is een livealbum van Electric Light Orchestra (ELO).
Het laatste studioalbum van ELO werd uitgebracht in 1986 onder de titel Balance of power. Na dat album kwam een hele ris aan compilatiealbums en ook een aantal livealbums, de band zelf was opgeheven. In die serie livealbums was Live at Wembley '78 de eerste. Het album op compact disc was een audio-versie van een eerder uitgebrachte VHS-band met hetzelfde concert. Die video kreeg het commentaar dat het er sterk op leek dat de band tijdens dat opgenomen concert stond te playbacken dan wel er Lipsynchronisatie was toegepast. Later bleek dat men de verkeerde muziek onder de tape had gezet. De muziek die ten gehore werd gebracht liep op de achtergrond mee voor enig houvast van de musici en was alleen voor hun oren bestemd, maar per abuis op de VHS-band gezet en dus ook deze cd. Later werd bij een uitgave op  DVD (2006) wel de juiste muziek bij de beelden geplaatst; een uitgave daarvan op geluidsdrager is er voor zover bekend nooit gekomen. ELO zou ook later het commentaar krijgen dat meerdere concerten geplaybacked zouden zijn.     

## Musici
- Jeff Lynne – zang, gitaar
- Bev Bevan – drumstel
- Richard Tandy – toetsinstrumenten
- Kelly Groucutt – basgitaar, zang
- Mik Kaminski – viool
- Hugh McDowell, Melvyn Gale – cello
- Jake Commander – achtergrondzang, akoestische gitaar
- Tony Curtis - introductie

## Muziek
| Nr. | Titel                | Duur |
| --- | -------------------- | ---- |
| 1.  | Introductie          | 2:48 |
| 2.  | Standin’ in the rain |      |
| 3.  | Night in the city    | 3:52 |
| 4.  | Turn to Stone        | 3:54 |
| 5.  | Tighrope             | 4:35 |
| 6.  | Telephone line       | 4:19 |
| 7.  | Rockaria!            | 2:53 |
| 8.  | Wild west hero       | 3:10 |
| 9.  | Showdown             | 3:14 |
| 10. | Toespraak Bev Bevan  | 0:55 |
| 11. | Sweet Talkin' Woman  | 3:53 |
| 12. | Mr. Blue Sky         | 3:39 |
| 13. | Do ya                | 4:46 |
| 14. | Livin' Thing         | 3:58 |
| 15. | Roll Over Beethoven  | 6:46 |